# چریتی ویکفیلد
چریتی ویکفیلد (انگلیسی: Charity Wakefield؛ زادهٔ ۱۸ سپتامبر ۱۹۸۰) هنرپیشه اهل بریتانیا است.
از فیلم‌ها یا برنامه‌های تلویزیونی که وی در آن نقش داشته‌است می‌توان به غراب، سرنا، نابغه، رؤیای شب نیمه تابستان و کلید کشتار اشاره کرد.